# Севостьянов, Юрий Викторович

Удостоверение народного депутата РСФСР Юрия Севостьянова

Севостьянов Юрий Викторович (род.24 марта 1949 года в совхозе «Молодая Гвардия» Волжского района, Куйбышевской области, РСФСР — 9 декабря 2011 Самара) — советский партийный политический деятель, первый секретарь Новокуйбышевского горкома КПСС (1988—1990), народный депутат Съезда народных депутатов РСФСР (1990—1993).

## Биография

### Образование
В 1967 году закончил десятый класс средней школы № 6 в г. Новокуйбышевска.
В 1977 году окончил Всесоюзный юридический институт по специальности «юрист».
В 1985 году окончил Куйбышевский плановый институт (ныне: СГЭУ) по специальности «экономист».

### Трудовая деятельность
В 1972 — 1974 годах юрист в жилищно-коммунальной конторе треста № 25 Минстроя СССР г. Новокуйбышевска.
В 1975 — 1977 годах инструктор Новокуйбышевского горисполкома.
В 1977 — 1979 годах адвокат Куйбышевской областной коллегии адвокатов.
В 1979 — 1988 годах старший инженер, заместитель начальника СУЗР-5, секретарь парткома Государственного союзного треста «Куйбышевтрубопроводстрой» (ныне строительная компания «НОВА», входящая в Новатэк). 
В 1988 — 1990 годах первый секретарь Новокуйбышевского горкома КПСС.
В 1985 — 1991 годах депутат Новокуйбышевского городского Совета народных депутатов, в 1990 году избран его председателем.
В 1990 — 1993 годах народный депутат Съезда народных депутатов РСФСР.  
В 1991 — 1995 годах член Союза адвокатов России, директор юридической фирмы.
В 1995 — 1998 годах генеральный директор ООО «Золотая звезда и К» (реализация товаров народного потребления).
В 2000 — 2001 годах председатель Исполкома, председатель Политсовета Самарского регионального отделения ОПОО партии «Единство».
В 2001 году баллотировался кандидатом в депутаты Самарской Губернской думы по Куйбышевскому району, выпустив предвыборную книжную брошюру «Экономика должна быть человечной», но не прошёл в парламент. 
В 2000 — 2002 годах советник аппарата Главного федерального инспектора по Самарской области Андрея Когтева. 
В 2002 — 2004 руководитель топливной инспекции Самарской области.
В 2004 — 2011 учредитель и генеральный директор сельскохозяйственной компании ОАО «Русское поле».
Дочь Инна Севостьянова 1984 г.р. — директор самарской юридической компании «Лекс Капитал», с 2016 года член КПРФ.